# (2907) Nekrasov
(2907) Nekrasov ist ein Asteroid des Hauptgürtels, der am 3. Oktober 1975 von Nikolai Stepanowitsch Tschernych entdeckt wurde. Seine provisorische Benennung lautete 1975 TT2. Durch seine Umlaufbahn im Asteroidengürtel zwischen Mars und Jupiter ist er kein erdnaher Asteroid.
Nekrasov bewegt sich auf einer um etwa 10,2 Grad gegen die Ekliptik geneigten Bahn mit etwa 17,15 Kilometer pro Sekunde in 5,24 Jahren um die Sonne. Er besitzt eine Albedo von 11,5mag. Seine Größe lässt sich somit zwischen 13 und 30 Kilometer abschätzen.